# Конгоански паун
Конгоански паун (лат. Afropavo congensis) је врста птице из породице фазана (лат. Phasianidae) и једини представник рода Afropavo. Има карактеристике пауна и морке, па је могуће да представља везу између породица фазана (лат. Phasianidae) и морки (лат. Numididae). Откривен је тек 1936, на основу два препарирана примерка у Музеју Конга у Белгији. Живи у прашумама Централне Африке.

## Опис
Мужјаци су дугачки 70 cm. Перје им је плаво, са металик зеленим и љубичастим нијансама, са кратким широким репом. На врату им је гола црвена кожа, имају сиве ноге и црни реп са 14 пера. На врху главе има уздигнуто бело перје, налик длаци. Женке су кестењасто-смеђе боје, са црним абдоменом и металик зеленим леђима.
Заједничка карактеристика свих паунова је изражен полни диморфизам и велики реп код мужјака, који се користи приликом удварања.

## Распрострањеност и станиште
Насељава низијске прашуме басена реке Конго, у централном делу ДР Конго.